# سابرينا (مغنية فلبينية)
سابرينا هي مغنية فلبينية، ولدت في 30 ديسمبر 1989 في لاغونا في الفلبين.

## وصلات خارجية
- سابرينا على موقع ميوزك برينز (الإنجليزية)
- سابرينا على موقع ديسكوغز (الإنجليزية)
- سابرينا على موقع ديسكوغز (الإنجليزية)